# Musée des arts dramatiques de Belgrade
Ne doit pas être confondu avec Maison Božić à Grocka.
Le musée des arts dramatiques de Belgrade (en serbe cyrillique : Музеј позоришне уметности ; en serbe latin : Muzej pozorišne umetnosti) est un musée consacré théâtre situé à Belgrade, la capitale de la Serbie. Il se trouve 19 rue Gospodar Jevremova, dans la municipalité de Stari grad. Le musée est installé dans l'ancienne maison de la famille Božić, construite en 1836, inscrite sur la liste des monuments culturels de la grande importance de la république de Serbie et sur la liste des biens culturels de la ville de Belgrade.

## Histoire et architecture
Le bâtiment qui abrite aujourd'hui le musée a été construit en 1836 pour le riche marchand belgradois Miloje Božić, ainsi qu'en témoignent la date et les initiales gravées sur le tympan du porche d'entrée. La construction est caractéristique de la transition architecturale du début du XIXe siècle dans la principauté de Serbie : la disposition de l'édifice est symétrique, dans le style balkanique, mais avec des proportions, un rythme des ouvertures et des éléments décoratifs qui suggèrent l'influence du néoclassicisme occidental. La façade sur la rue est ainsi dotée d'un porche surmonté d'un fronton triangulaire,.
Pendant tout le XIXe siècle, la maison servit à des fins résidentielles. Jusqu'en 1920, elle fut la propriété du marchand Rista Hadži Popović puis, de 1920 à 1924, elle servit d'atelier et de résidence au sculpteur Toma Rosandić. De 1924 à 1951, elle devint une maison de peintres (slikarska kuća). Depuis 1951, elle abrite les collections du musée des arts dramatiques de Belgrade,.

## Collections
Le musée des arts dramatiques abrite des collections à la fois thématiques et chronologiques concernant le théâtre, le théâtre amateur, l'opéra, le ballet, ainsi que les nouvelles formes de spectacles multimédias.
On y trouve ainsi des photographies et, notamment, des photographies d'acteurs en scène, des programmes et des affiches, une collection centrée autour de la scénographie et des costumes, ainsi que des objets mémoriels et des œuvres d'art liés aux artistes (dessins, tableaux, bustes etc.). Le musée propose également une collection d'enregistrements audio et vidéos de pièces de théâtre, d'opéras ou de ballets.
Le musée abrite également un département d'archives, avec des documents administratifs (principalement liés au Théâtre national de Belgrade) mais aussi des manuscrits, dont certains remontent au XIXe siècle, des lettres ou encore des partitions, une collection de journaux et une bibliothèque.